# Xerneas
Xerneas és un personatge fictici de la saga de videojocs de Pokémon, així com d'altres jocs i productes derivats. És de tipus fada. És un Pokémon llegendari de sisena generació, sent mascota del Pokémon X. Va ser anunciat el 9 de gener de 2013.

## Llegenda
Pot compartir el secret de la vida eterna quan les banyes li brillen en 7 colors. Ha despertat després de dormir mil anys baix l'aparença d'un arbre.

## Formes
Al no tindre gènere per ser un Pokémon llegendari no hi ha diferència entre aquests. Es coneix que pot adquirir dues formes diferents: la forma relaxada que obté al entrar en una Poké Ball, i la forma activa quan es troba en combat. Quan està en forma relaxada les banyes es transformen al color blau, tenint les proteccions de les potes també blaves. De l'altra banda en la forma activa les banyes son de diferents colors i les proteccions de les potes de color dorat.
A més, té una forma brillant com tots els Pokémon en la qual el cos passa de negre a blanc i el blau del coll i el cap és fa més clar.

## En els videojocs
El primer joc en el que va aparèixer va ser en el Pokémon X, del qual és mascota. Xerneas apareix en la Guarida del Team Flare, estarà custodiat per 6 entrenadors, després de derrotar-los tens l'obligació d'atrapar-lo, ja que si no ho fas tindràs que tornar a lluitar contra ell. Aquest fet és estrany, ja que fins a la data quasi tots els llegendaris dels jocs eren opcionals, i en aquest cas tens l'obligació d'atrapar-lo.
Entre el 4 i 26 de maig de 2018 The Pokémon Comany va repartir en les tendes de GAME a Xerneas brillant, sent l'única forma d'aconseguir-lo fins al moment.
A més dels jocs de Pokémon apareix en el joc Super Smash Bros.